# Aeropuerto Municipal de Ocean Shores
El Aeropuerto Municipal de Ocean Shores(Código FAA: W04) es un aeropuerto de uso público perteneciente a la ciudad de Ocean Shores que se ubica a 4 kilómetros al noreste del distrito financiero de Ocean Shores, una ciudad en el Condado de Grays Harbor, Washington, Estados Unidos. Está incluido en el Plan Nacional de Sistemas Aeroportuarios Integrados 2011-2015, en el que está clasificado como una instalación de aviación general.

## Instalaciones y aeronaves
El Aeropuerto Municipal de Ocean Shores se encuentra construido en un terreno de 20 hectáreas (49 acres) a una altitud de 15 pies (5 m) sobre el nivel medio del mar. Tiene una pista de aterrizaje de 945 metros de largo y 15 metros de ancho, así como una plataforma de aviación de 8,665 metros cuadrados con 30 posiciones para aeronaves pequeñas. También cuenta con una calle de rodaje paralela a la pista.
Entre mayo de 2010 y mayo del 2011, el aeropuerto tuvo 4.250 operaciones de aviación general, un promedio de 11 por día.